# Luis Medina Cantalejo
Luis Medina Cantalejo (født 1. marts 1964) er en spansk fodbolddommer. Han er en af det få dommere der har dømt en kamp mellem FC Barcelona og Real Madrid.
I 2006 dømte Cantalejo i VM 2006, og hans første kamp var mellem Tyskland og Polen. Han var den 4. dommer under finalen i det samme mesterskab.
Han har også dømt Norge. Det var i fodboldkampen mod Slovenien i kvalificeringen til VM 2006.

## Karriere

### Kampe i VM 2006 som hoveddommer
- Brasilien – Frankrig  (kvartfinale)
- Italien – Australien  (ottendedelsfinale)
- Holland – Argentina  (gruppespil)
- Tyskland – Polen  (gruppespil)